# کورووئیا
کورووئیا (به لاتین: Koroveia) یک منطقهٔ مسکونی در قبرس شمالی است که در ناحیه اسکله واقع شده‌است. کورووئیا ۱۳۲ نفر جمعیت دارد.